# Жанпеисов, Ербол Несипбаевич
Ербол Несипбаевич Жанпеисов (27.12.1930-26.06.2012) — учёный в области лингвистики, казахстанский языковед,тюрколог, один из основоположников теоретических концепций в области функциональной грамматики в Казахстане.

## Биография
Родился 27 декабря 1930 года в селе Токтамыс Абайского района Восточно-Казахстанской области.
С 1949 по 1953 год  учился на филологическом факультете Казахского государственного университета им. С. Кирова.
С 1954 по 1956 год учился в аспирантуре Казахского государственного университета им. С. Кирова.
В 1958 году защитил кандидатскую диссертацию на тему «Модальные слова в современном казахском языке». В 1991 году защитил докторскую диссертацию на тему «Этнокультурная лексика казахского языка».
Ученый скончался 26 июня 2012 года.

## Трудовая деятельность
1. 1957-1961 — младший научный сотрудник отдела грамматики Института языкознания им. А. Байтурсынова
2. 1961-1986 — старший научный сотрудник отдела грамматики Института языкознания им. А. Байтурсынова
3. 1986–1993 — ведущий научный сотрудник отдела грамматики Института языкознания им. А. Байтурсынова
4. 1993-2003 — главный научный сотрудник отдела грамматики Института языкознания им. А. Байтурсынова
5. 2003-2012 — главный научный сотрудник отдела лексикологии Института языкознания им. А. Байтурсынова

## Научная деятельность
Изучал такие разделы лингвистики, как грамматика, словообразование, стилистика, этнолингвистика, лингвокультурология, функциональная грамматика.
В своём исследовании учёный отметил, что у произведений Абая и Ауэзова общая лексика, звуковая структура слов в их произведениях, повторение отдельных слов или словосочетаний, синтаксические близнецы устойчивы, употребление корневых слов в соревновании, добавление синонимических слов.
1. «Современный казахский язык» (1962, соавтор)
2. «Грамматика казахского языка. Морфология.» (1967, соавтор)
3. «Язык казахской прозы» (1968, соавтор)
4. «История казахского литературного языка» (1968, соавтор)
5. «Стилистика казахского литературного языка» (1974, соавтор)
6. Язык эпоса «Путь Абая» (1976)
7. «Словообразовательная система казахского языка» (1989, соавтор)
8. «Казахская грамматика. Фонетика, словообразование, морфология, синтаксис» (1989, соавтор)
9. «Қазақ тiлiндегi лингвомәдениеттанымдық концептiлер және олардың жүйесi әртүрлi тiлдерде салыстырылуы» (научная работа, соавтор, 2003—2005)
10. «Лингвистические аспекты лексики казахского языка» (научная работа, соавтор, 2006—2008)
11. «Научные основы казахского языкознания на основе междисциплинарного общения»(научная работа, соавтор,2006-07)
12. «Духовно-объединяющая функция казахского языка» (научная работа, соавтор, 2007—2009)
13. «Этномаркерная лексика казахского культурного пространства» (научная работа, соавтор, 2009—2011) и др.

### Статьи
1. Абай және шумер
2. «Абай жолы» эпопеясының тілі
3. Төрт түлік төңірегінде: түйе
4. Төрт түлік төңірегінде: жылқы
5. Төрт түлік төңірегінде: сиыр
6. Төрт түлік төңірегінде: қой, ешкі
7. Ұлттың ар-намысы
8. Ахмет Байтұрсынұлы еңбектеріндегі әдеби тіл мәселелері
9. «Қазақ» жай көп газеттің бірі ме еді? и др.

## Награды и звания
1. Доктор филологических наук (1991)
2. Профессор
3. Премия имени Чокана Валиханова (1993)